# 切·格瓦拉 (电影)
《切·格瓦拉》（西班牙語：Che）是两部关于革命家切·格瓦拉的传记电影，由班尼西歐·戴托羅（Benicio del Toro）主演，史蒂文·索德伯格导演。电影按时间顺序贯穿故事始末。上半部主要讲述菲德尔·卡斯特罗与切·格瓦拉领导的古巴革命成功推翻了富尔亨西奥·巴蒂斯塔的两年后。下半部主要讲述切·格瓦拉试图给玻利维亚进行革命以及他的死亡。两部电影都是用真实电影的风格拍摄。

## 概要
1964年，在哈瓦那，切接受记者丽莎·霍华德（Lisa Howard）的采访，被问到拉丁美洲的改革是不是在传递“古巴改革的信息”。在1955年的墨西哥城，切在一次集会上第一次遇见菲德尔·卡斯特罗。他听着卡斯特罗的计划，并加入了七二六运动。1964年在联合国大会之前，切·格瓦拉发表了一次演讲，演讲中他怒斥美国帝国主义，坚定自己的政治承诺，宣称“这是付出生命的斗争”（this is a battle to the death）。
1957年三月，哮喘发作的格瓦拉和他的革命团队与卡斯特罗的队伍会面。1957年3月18日，他们一起袭击了一个军营。1958年10月15日，游击队到达了比亚克拉拉省。格瓦拉在圣克拉拉战役的巷战中，展现了其游击队员的作战技术。到了影片结束，他们胜利了。随着古巴革命的胜利，格瓦拉去了哈瓦那，说道：我们赢得了战斗，革命现在开始（we won the war, the revolution starts now）。

## 外部連結
- 互联网电影数据库（IMDb）上《電影上半部》的资料（英文）
- 互联网电影数据库（IMDb）上《電影下半部》的资料（英文）
- 美國官方預告片 （页面存档备份，存于）
- 英國預告片
- 國際官方網站
- 英國官方網站 （页面存档备份，存于）
- IFC官方網站